# Георгий Победоносец (броненосец)
«Георгий Победоносец» — барбетный броненосец Российского императорского флота. Последний в серии из четырёх кораблей типа «Екатерина II», причём имел наибольшие отличия от прототипа.

## История
3 февраля 1890 года зачислен в списки судов Черноморского флота и 5 мая 1891 года заложен на заводе РОПиТ в Севастополе, спущен на воду 9 марта 1892 года, вступил в строй в сентябре 1893 года.
В 1889 году старшим судостроителем Севастопольского порта и одновременно наблюдающим за постройкой броненосца «Георгий Победоносец» был назначен К. Е. Арцеулов.
13 февраля 1892 года переклассифицирован в эскадренный броненосец.
30 июня 1905 года присоединился к восставшему броненосцу «Князь Потемкин-Таврический» и прибыл в Одессу, но на следующий день был посажен на отмель и сдан царским властям.
В 1908 году предлагалось существенно модернизировать «Георгий Победоносец» наряду с другими кораблями серии с установкой четырёх современных 305-мм орудий с длиной ствола в 40 калибров в башенных установках, а также восьми 120-мм скорострельных орудий в казематах. Замена артиллерии должна была сопровождаться обязательной заменой части бронеплит на закаленные по методу Круппа, с целью уменьшения веса. Задумка была отвергнута, как из-за высокой стоимости, так и сомнительной пользы, ввиду низкой скорости устаревшего корабля.
Официальным заключением заседания по вопросу модернизации устаревших судов Черноморского флота явилось следующее:
Линейные корабли «Двенадцать апостолов», «Георгий Победоносец» и «Синоп» перевооружать не следует. После перевооружения «Трёх Святителей» и образования с ним бригады из четырех кораблей исключить их из списка.
10 октября 1907 года «Георгий Победоносец» переклассифицирован в линейный корабль. В кампании 1907—1908 годов входил в Отряд резерва, а в кампанию 1909 года использовался как плавучая мишень для учебных атак подводных лодок.
С 1910 года «Георгий Победоносец» числился брандвахтенным судном, неся службу у Севастопольской бухты. Для этой цели на нём установили сначала восемь, а потом ещё шесть новых 152-мм орудий.
Начало Первой мировой войны броненосец встретил, охраняя Севастопольскую бухту. Участие брандвахтенного судна в отражении налета линейного крейсера «Гебен» свелось к трем выстрелам, сделанным по противнику с расстояния 80 кабельтовых. Дальнейшая служба корабля во время войны проходила в Севастополе, где броненосец находился в качестве штабного судна, причём его посетил Николай II.

## Дальнейшая судьба
9 ноября 1917 года команда линкора «Георгий Победоносец» приняла резолюцию с признанием власти на Украине в лице Центральной рады «считая её действия справедливыми и законными». Однако корабль украинского флага не поднял.
29 декабря 1917 года вошёл в состав Красного Черноморского флота. С марта 1918 года находился на хранении в Севастопольском военном порту.
29 апреля 1918 года в преддверии вступления немецких и союзных им украинских войск в Севастополь над «Георгием Победоносцем» был поднят флаг Центральной рады. Однако после того как 1 мая 1918 года немецкие войска без боя вошли в Севастополь, они захватили все боевые корабли Черноморского флота, в том числе и «Георгий Победоносец».
Радиостанция линкора некоторое время использовалась германскими войсками для связи с Одессой, Николаевом, Керчью, Зунгулдаком, Османией, Варной и Констанцей.
24 ноября 1918 года захвачен англо-французскими интервентами. Отступая в апреле 1919 года из Севастополя, англо-французские интервенты вывели из строя большую часть кораблей Черноморского флота, однако «Георгий Победоносец» подобной судьбы избежал.
29 апреля 1919 года корабль был захвачен частями Украинского фронта РККА, но 24 июня 1919 года снова захвачен белогвардейцами и включен в состав морских сил Юга России.
14 ноября 1920 года в составе Русской Эскадры уведен на буксире при эвакуации флота из Севастополя в Стамбул и 29 декабря 1920 года интернирован французскими властями в Бизерте (Тунис). При переходе в Бизерту на «Георгии Победоносце» не выдержала стремительной качки и рухнула на мостик проржавевшая дымовая труба, убив при этом двух офицеров и одного сигнальщика.

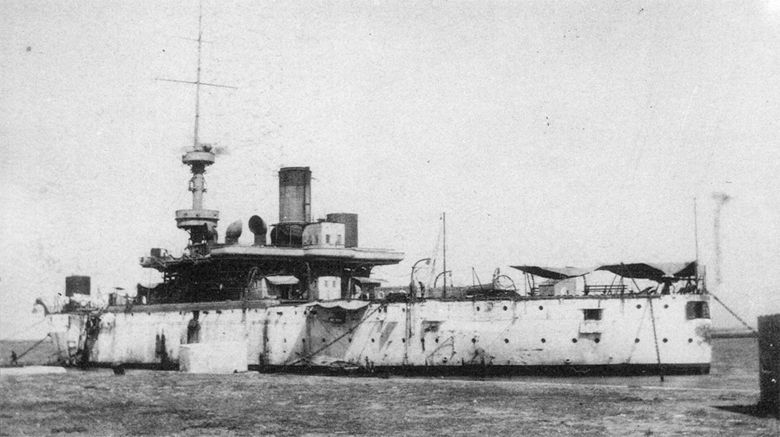
«Георгий Победоносец», внутренний рейд Бизерты, 1920-е годы.

29 октября 1924 года правительством Франции признан собственностью СССР, но как окончательно устаревший в середине 1920-х годов продан «Рудметаллторгом» французской фирме на металлолом и в начале 1930-х годов разобран на металл в Бизерте.

## Отличия от головного корабля серии
На «Георгии Победоносце», в отличие от других кораблей проекта «Екатерина», для орудий главного калибра применили башенноподобное прикрытие с наклонной лобовой плитой, хотя толщина его оставалась незначительной и предохраняла только от осколков, пуль и мелких снарядов. В целом использовалась стальная броня вместо сталежелезной, как на других кораблях серии.
На «Чесме» и «Георгии Победоносце» были применены более мощные орудия главного калибра — 305 мм с длиной ствола в 35 калибров против 30 калибров на «Синопе» и «Екатерине II». Правда, введение более длинных и тяжёлых пушек привело к тому, что при развороте их на борт корабль получал значительный крен, затруднявший и наведение, и саму стрельбу.

## Память о корабле
- Силуэт линкора был изображен на памятном знаке, установленном летом 2008 г. на Графской пристани.